# Albert Gijsen
Albert Gijsen (Putte, 16 augustus 1915 – Kapellen, 24 februari 2007) was een Nederlandse wielrenner.

## Biografie
Gijsen reed de Ronde van Frankrijk in 1936 omdat Kees Pellenaars, vanwege vormverlies niet aan de start kwam. De keuze voor Gijsen kwam door zijn zege in de Ronde van Purmerend. Dit maakte hem samen met Theo Middelkamp, en de gebroeders Albert van Schendel en Antoon van Schendel een wielerploeg van vier man. De reden voor de plotselinge deelname van de Nederlandse ploeg was ontstaan omdat Mussolini Ethiopië was binnengevallen en daarop veroordeeld door de Volkenbond, waarop Mussolini op zijn beurt elk sportcontact verbood, ook de Tour.

Albert Gijsen sprak over deze Tourstart:  
"Ik wist ongeveer wat er ging gebeuren, maar het eigenlijke wist ik niet. Je moet dat eerst ondervinden. Het was heel druk in Parijs. We moesten eerst te voet de fiets gaan halen. Daarna zijn we door Parijs gereden met Meulenbergh. Naar politieagenten keken we niet. We reden gewoon door. Ik had de fiets van Pellenaars gekregen. Die was veel te laag voor mij. Ik was langer dan Pellenaars. Ik kon het zadel niet hoog genoeg zetten. Daardoor heb ik verschrikkelijk afgezien." 
De Nederlandse wielerploeg was vertrokken zonder doel en zonder ploegleider. Op 14 juli 1936 won Theo Middelkamp als eerste Nederlander een rit in de Tour de France. Gijsen kwam die rit op ruim een half uur binnen en was blij met het succes van zijn kamergenoot.
In de 9e etappe viel Gijsen uit. In de extreme hitte werd hij ziek en kwam daardoor buiten de tijdlimiet binnen. Hij werd daarmee de eerste Nederlandse uitvaller ooit. Uiteindelijk bleef het bij deze ene Tour voor Gijsen al had hij er zelf nog wel meer willen rijden.

### Latere loopbaan
In zijn latere loopbaan reed hij nog met succes enkele criteriums en kermiskoersen. In 1938 deed hij mee aan Luik-Bastenaken-Luik en werd 19e. Hij won in dat jaar ook Nationale Sluitingsprijs Putte-Kapellen
De oorlog maakte een einde aan zijn wielerloopbaan. Hij werd fietsenmaker in het Belgische Putte, waarvoor hij de Belgische nationaliteit aannam en later werd hij handelaar in sanitair. Hij overleed op 91-jarige leeftijd in Kapellen.

## Overwinningen en ereplaatsen
1935
- 1e in Criterium Oss

1936
- 3e in Criterium Gulpen
- 1e in Ronde van Purmerend
- 3e in Nationale Sluitingsprijs, Putte-Kapellen
- 1e in Criterium Oss;

1937
- 2e in Criterium Princenhage
- 3e in  Criterium Dussen
- 1e in Dernycriterium Wilrijk
- 2e in Criterium Bergen op Zoom
- 3e in Criterium Dongen
- 1937 2e in Criterium Hoogerheide

1938
- 1e in Nationale Sluitingsprijs
- 2e in Kermiskoers Deurne
- 3e in Criterium Oss
- 2e in Criterium Hoogerheide

1939
- 2e in Criterium Dongen;
- 2e in Grote Kermiskoers Kruiningen

## Grote Rondes en Klassiekers
- Ronde van Frankrijk 1936: buiten tijd (officieel) | opgave
- Luik-Bastenaken-Luik 1938: 19e

## Ploegen
- 1937 Magneet-OK Cycles